# Campeonato Europeo de Patinaje Artístico sobre Hielo de 1992
El LXXXIII Campeonato Europeo de Patinaje Artístico sobre Hielo se realizó en Lausana (Suiza) del 21 al 26 de enero de 1992. Fue organizado por la Unión Internacional de Patinaje sobre Hielo (ISU) y la Federación Suiza de Patinaje sobre Hielo.

## Resultados

### Masculino
| Puesto | Nombre          | País           | Puntos |
| ------ | --------------- | -------------- | ------ |
| Oro    | Petr Barna      | Checoslovaquia |        |
| Plata  | Víktor Petrenko | CEI            |        |
| Bronce | Alekséi Urmánov | CEI            |        |

### Femenino
| Puesto | Nombre          | País     | Puntos |
| ------ | --------------- | -------- | ------ |
| Oro    | Surya Bonaly    | Francia  |        |
| Plata  | Marina Kielmann | Alemania |        |
| Bronce | Patricia Neske  | Alemania |        |

### Parejas
| Puesto | Nombre                                 | País | Puntos |
| ------ | -------------------------------------- | ---- | ------ |
| Oro    | Natalia Mishkutiónok / Artur Dmítriyev | CEI  |        |
| Plata  | Yelena Bechke / Denys Petrov           | CEI  |        |
| Bronce | Yevguéniya Shishkova / Vadim Naúmov    | CEI  |        |

### Danza en hielo
| Puesto | Nombre                               | País | Puntos |
| ------ | ------------------------------------ | ---- | ------ |
| Oro    | Marina Klímova / Serguéi Ponomarenko | CEI  |        |
| Plata  | Maya Usova / Aleksandr Zhulin        | CEI  |        |
| Bronce | Oksana Grishchuk / Yevgueni Plátov   | CEI  |        |

## Medallero
| Núm. | País           | Oro | Plata | Bronce | Total |
| ---- | -------------- | --- | ----- | ------ | ----- |
| 1    | CEI            | 2   | 3     | 3      | 8     |
| 2    | Checoslovaquia | 1   | 0     | 0      | 1     |
| 2    | Francia        | 1   | 0     | 0      | 1     |
| 4    | Alemania       | 0   | 1     | 1      | 2     |
|      | TOTAL          | 4   | 4     | 4      | 12    |